# Сосна чорна (Кам'янець-Подільський, сквер «Молодіжний»)
Сосна́ чо́рна — ботанічна пам'ятка природи місцевого значення в Україні. Розташована в межах міста Кам'янець-Подільський, сквер «Молодіжний» (при вул. Шевченка). 
Площа 0,01 га. Статус надано згідно з рішенням облвиконкому від 16.10.1991 року № 171. Перебуває у віданні: КП «Кам'янецький парк». 
Статус надано з метою збереження одного дерева сосни чорної. 